# یشیر
یشیر (به عربی: الیشیر) یک شهرداری در الجزایر است که در استان برج بوعریریج واقع شده‌است. یشیر ۱۸٬۱۴۹ نفر جمعیت دارد.